# Сморж Леонід Панасович
Леоні́д Опана́сович Сморж (7 листопада 1927, с. Орданівка Диканського району Полтавської області — 21 липня 2009) — професор філософії (1988), представник мистецтвознавчої керамології.
Учасник Другої світової війни (1943—1945), служив у Чорноморському та Балтійському флотах (1945—1950).
Зібрав найбільшу в Україні приватну колекцію опішненської кераміки, був одним з ініціаторів створення Національного музею-заповідника українського гончарства в Опішному.

## Життєпис
Леонід Опанасович Сморж народився 11 листопада 1927 року в селі Орданівка Диканського району Полтавської області у багатодітній родині, мав шістьох братів та двох сестер. На початку 1930-х років сім'я переїхала до Опішні, у 1934-му — до сусіднього села Міські Млини.
У п'ятнадцять років пішов на фронт Другої світової війни. З 1943 року воював у складі 71-ї стрілецької дивізії, спочатку у піхоті, пізніше у снайперському взводі під командуванням Якова Смєтньова. Нагороджений бойовими медалями та орденом Слави III ступеня. Згодом навчався у школі морської авіації, по закінченні якої отримав спеціальність стрільця-радиста, служив у Чорноморському та Балтійському флотах.
Після семи років строкової служби, 1950-го року, демобілізувався і повернувся у Міські Млини. Шукав роботу в Полтаві, там, у майстерні свого земляка Володимира Дичка, який працював художником обласного будівельного тресту, навчився малювати. Відновив заняття важкою атлетикою, переміг у першості України з гирьового спорту в легкій вазі.
Після перемог у спортивних змаганнях отримав пропозицію навчатися у школі тренерів Київського інституту фізкультури, яку закінчив з відзнакою на початку 1953 року. Того ж року вступив до філософського факультету Київського державного університету імені Тараса Шевченка.
У 1958 році закінчив навчання на філософському факультеті вступив до аспірантури (кафедра естетики, етики і логіки), на якій навчався до 1964 року. Одночасно з цим з 1958 по 1962 рік працював на кафедрі психології Київського державного університету імені Тараса Шевченка.
1965 року захистив кандидатську дисертацію «Естетичний ідеал у кіномистецтві», а 1981 року  —  докторську дисертацію «Мистецтво в світлі ленінської теорії відображення».
1964—1997 — викладач, старший викладач, доцент, професор Київського державного педагогічного інституту імені Олексія Горького (нині — Національний педагогічний університет імені М. П. Драгоманова).
1997—2004 — професор Міжнародного інституту лінгвістики і права (з 2002 року — Київський міжнародний університет).
з 2004 — Інститут керамології — відділення Інституту народознавства НАН України (завідувач (2004—2006), провідний науковий співробітник (2007—2009) Відділу керамології новітнього часу)

## Період праці у Київському державному педагогічному інституті
Працюючи на кафедрі філософії в Київському державному педагогічному інституті імені О. Горького у часи панування ідеології марксизму-ленінізму звертався до загальнолюдських цінностей –  гуманність, співчуття, милосердя, доброта, чесність, гідність, благородство, тобто до всієї системи цінностей, з якої зростає душевність й духовність будь-якої людини у будь-які часи і епохи. Його науковий і педагогічний авторитет базувався на засадах професійної етики як: високий науковий і педагогічний професіоналізм, доброзичливість, віртуозне володіння багатим інструментарієм етичного виховання і уміння створювати відповідну атмосферу у роботі зі студентами та колегами, одночасно неухильної вимогливості у питаннях етики та академічної порядності.

## Керамологічна діяльність
Працюючи викладачем на Кафедрі філософії Київського державного педагогічного інституту імені Олексія Горького, Леонід Сморж колекціонував та вивчав опішненську кераміку. Саме в цей час у періодиці вийшли його статті [«Закріплення традицій і утвердження нового» (1967), «Завтрашній день опішнянської кераміки» (1968), «Щоб відродилася слава Опішні» (1969), «Словно майський луг» (1971)], де вчений виступав за розвиток народних художніх промислів, закликав владу підтримати гончарів, створити при опішненському заводі «Художній керамік» творчу лабораторію для відомих майстрів, гончарне училище для молоді.
Його мрія здійснилася значно пізніше, 1986 року, коли в Опішному було засновано Музей гончарства. З першого дня заснування Національного музею-заповідника українського гончарства і до останньої хвилини свого життя Леонід Сморж активно співпрацював з музеєм та підтримував усі найкращі починання цього закладу. Був членом редколегій «Українського керамологічного журналу» (2001–2005) та Національного наукового щорічника «Українська керамологія» (2001–2002); членом Наглядової ради Національного музею-заповідника українського гончарства (з 2001); членом Ученої ради Інституту керамології – відділення Інституту народознавства НАН України (з 2002); завідувачем Науково-дослідного відділу керамології новітнього часу Інституту керамології – відділення Інституту народознавства НАН України (з 2004); членом Національної експертної керамологічної ради щорічних Національних конкурсів публікацій на теми керамології, гончарства, кераміки в Україні «КеГоКе» (з 2007).  За кілька місяців до смерті вчений передав до фондів Національного музею-заповідника українського гончарства власну колекцію опішненської кераміки [7].
Леонід Сморж – представник мистецтвознавчої керамології, який відкрив світові творчі портрети відомих опішненських гончарів і малювальниць. Починаючи з 1999 року,  в періодичних виданнях і збірниках він опублікував чимало керамологічних праць, присвячених творчості славетної української гончарки, заслуженого майстра народної творчості України Олександри Селюченко. 2004 року вчений видав монографію про феномен Олександри Селюченко «Гончарівна (одержима керамікою)», яка зайняла 2 місце в номінації «Краща публікація на теми керамології, гончарства, кераміки» І Національного конкурсу публікацій на теми керамології, гончарства, кераміки в Україні «КеГоКе-2007» (за публікаціями 2004 року).

## Колекціонування
Леонід Сморж був людиною, безмежно закоханою в народне мистецтво. Упродовж 1960-х – 2000-х років він сформував найбільшу в Україні приватну колекцію всесвітньо відомої опішненської кераміки. «Це, мабуть, було єдиним, що складало моє багатство, бо про інші його прояви я ніколи не мріяв і навіть не думав», – писав про неї власник. 
Колекція кераміки налічує близько 700 унікальних глиняних творів більш як сорока відомих гончарів Опішного – Івана Білика, Михайла Китриша, Гаврила та Миколи Пошивайлів, Григорія Тягуна, Василя Омеляненка, Трохима Демченка, Олександри Селюченко, оздоблених неповторною мальовкою славетних малювальниць – Явдохи Пошивайло, Зінаїди Линник, Параски Біляк, Поліни Сиси, Марії Бондаренко та інших.
Від початку Леонід Сморж збирав тільки кераміку, але пізніше зацікавився й іншими творами народного мистецтва: українською вишивкою (сорочками і рушниками), іконами та писанками.
Своє зібрання незадовго до смерті Леонід Сморж подарував Національному музею-заповіднику українського гончарства в Опішному. Воно стало основою для створення 2010 року в селі Міські Млини, у Полтавщині, Меморіального музею-садиби філософа й колекціонера опішненської кераміки Леоніда Сморжа.

## Нагороди
- Орден Вітчизняної війни І ступеня (1985)[5]
- Орден Слави ІІІ ступеня (1944)[6]
- Орден «За мужність»
- Орден «Знак Пошани»
- Медаль «За бойові заслуги» (1943)[7]

## Науковий доробок
Головна проблема, якою займався Л. О. Сморж протягом всього свого життя –  роль мистецтва у процесі гуманізації й гармонізації особистості, у формуванні засобами мистецтва її системи цінностей, а також в її душевному й духовному оздоровленні та одужанні. 
Висунув думку стосовно мистецтва не лише як засобу творчої активізації особистості, а, насамперед, як засобу задоволення потреби будь-якої людини бути щасливою. Уникаючи односторонності «онтологізму», «гносеологізму» і «соціологізму» в естетиці і теорії мистецтва, а також відмовляючись від поширеного тлумачення поняття «відображення» та абсолютизації «діяльнісного підходу», вчений розглядав мистецтво в багатомірному соціокультурному просторі, описуваному співвідношенням категорій «відображення – потреба – діяльність  –  суспільна необхідність – функції». Цей методологічний прийом дозволив Л. О. Сморжу нестандартно дослідити ряд основоположних для розуміння мистецтва проблем. 
Ввів до наукового обігу термін «психологічний захист», як однієї із функцій мистецтва
Монографії
- Сморж Л. О. Естетичний ідеал радянської літератури і мистецтва. – К.: Знання, 1965. – 30 с.
- Сморж Л. О. Про естетичний ідеал в кіномистецтві. — К. : Мистецтво, 1966. — 112 с.
- Сморж Л. О. Місце і роль мистецтва в житті суспільства. – К.: Знання, 1967. – 24 с.
- Сморж Л. О. Естетична цінність мистецтва. – К.: Товариство «Знання» Української РСР, 1972. – 48 с.
- Сморж Л. О. Світ десяти муз : Мистецтво і дійсність. — К. : Мистецтво, 1973. — 213 с.
- Сморж Л. О. Искусство в свете ленинской теории отражения. – К.: Вища школа, 1980. – 328 с.
- Сморж Л. О. Сознание, его происхождение и сущность: (Методическая разработка и материалы для самостоятельной работы студентов-заочников). – К.: Киевский государственный педагогический институт имени А.М.Горького, 1982. – 44 с.
- Сморж Л. А. Орфей в эпоху звездолетов (Искусство в духовной жизни современного человека) :  [рос.]. — К. : Политиздат Украины, 1989. — 118 с.
- Сморж Л. О. Особа і суспільство (філософсько-психологічний аспект). — К. : МІЛП, 2001. — 384 с.
- Сморж Л. Гончарівна (одержима керамікою). — Опішне : Українське Народознавство, 2004. — 304 с.  (зайняла 2 місце в номінації «Найкраща публікація на теми керамології, гончарства, кераміки» І Національного конкурсу публікацій на теми керамології, гончарства, кераміки в Україні «КеГоКе-2007» за публікаціями 2004 року);

Навчальні посібники
- Сморж Л. О. Філософія : навч. посібник для студ. вищих навч. закл.. — К. : Кондор, 2004. — 416 с. — ISBN 966-7982-21-1.
- Сморж Л. О. Естетика : навчальний посібник. — К. : Кондор, 2005. — 333 с. — ISBN 966-8251-81-4.

## Вшанування пам'яті
1 липня 2010 року в селі Міські Млини було відкрито Меморіальний музей-садибу філософа й колекціонера опішненської кераміки Леоніда Сморжа.